# Echis coloratus
Espèce
Synonymes
- Echis froenata Duméril, Bibron & Duméril, 1854
- Echis colorata Günther, 1878

Echis coloratus est une espèce de serpents de la famille des Viperidae.

## Répartition
Cette espèce se rencontre dans l'est de l'Égypte, en Israël, en Jordanie, en Arabie saoudite, au Yémen, dans le Nord d'Oman et aux Émirats arabes unis. Elle se rencontre jusqu'à plus de 2 000 m d'altitude.

## Description
C'est un serpent venimeux ovipare. Il peut atteindre 75 cm et vit dans les déserts rocailleux.

## Liste des sous-espèces
Selon The Reptile Database (27 janvier 2014) :
- Echis coloratus coloratus Günther, 1878
- Echis coloratus terraesanctae Babocsay, 2003

## Taxinomie
Cette espèce fut appelée Echis froenata, mais l'ICZN a validé la préséance de Echis coloratus. La description originale donnait comme nom colorata, qui a été masculinisé pour suivre le nom du genre Echis.

## Publications originales
- Günther, 1878 : On reptiles from Midian collected by Major Burton. Proceedings of the Zoological Society of London, vol. 1878, p. 977-978 (texte intégral).
- Babocsay, 2003 : Geographic variation in Echis coloratus (Viperidae, Ophidia) in the Levant with the description of a new subspecies. Zoology in the Middle East, vol. 29, p. 13-32.